# Jay Graydon

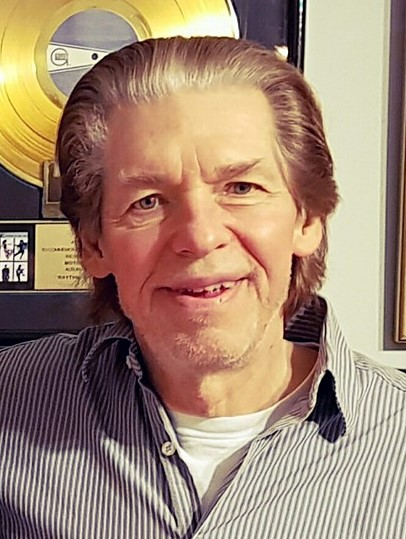
Jay Graydon, 2021

Jay Graydon (* 8. Oktober 1949 als Jay Joseph Graydon in Burbank, Kalifornien) ist ein US-amerikanischer Songschreiber, Plattenkünstler, Gitarrist, Sänger, Keyboarder, Produzent, Arrangeur und Toningenieur. Er ist der Gewinner von zwei Grammy Awards (in der Kategorie R&B) mit zwölf Grammy-Nominierungen, darunter der Titel „Produzent des Jahres“ und „Best Engineered Recording“. Er beherrscht viele verschiedene Musikstile und Genres, und seine Aufnahmen wurden auf Schallplatten, in Film, Fernsehen und auf der Bühne veröffentlicht.

## Werdegang
Graydon gab sein Gesangsdebüt an seinem zweiten Geburtstag in der Joe Graydon Show, der ersten Musik- und Talkshow in Los Angeles, die von seinem Vater, Joe Graydon, moderiert wurde.
Während und für kurze Zeit nach seiner Collegezeit spielte Graydon in der Don-Ellis-Band, deren Stil als experimenteller Post-Bop-Jazz beschrieben werden kann. Er ist auf dem Live-Doppelalbum Don Ellis at Fillmore und den Studioalben The New Don Ellis Band Goes Underground, Connection und Soaring zu hören.

### Als L. A. Session-Musiker
Von Ende der 1960er bis Ende der 1970er Jahre war Graydon Session-Musiker in Los Angeles und arbeitete mit Künstlern wie Gino Vannelli, Barbra Streisand, Dolly Parton, Diana Ross, The Jackson Five, Alice Cooper, Cheap Trick, Al Jarreau, Christopher Cross, Ray Charles, Cher, Joe Cocker, Marvin Gaye, Hall & Oates, Wayne Shorter, Olivia Newton-John und Albert King. Einer von Graydons bemerkenswertesten Session-Auftritten ist sein Gitarrensolo auf Steely Dans 1977er Hit-Single Peg.
1977 trat er als Jay „Wah-Wah“ Graydon in einer Reihe von Doonesbury-Comicstrips auf. Graydon spielte auf dem Jimmy Thudpucker Album Greatest Hits zusammen mit Steve Cropper und Donald „Duck“ Dunn. Er übernahm die Rolle des „Fretman Sam“ und spielte dessen Gitarrensolo. Er programmierte auch die Synthesizer für das Album.

### Als Produzent
Jay Graydon hat unter anderem Airplay, Air Supply, George Benson, Al Jarreau, DeBarge, El DeBarge, Sheena Easton, Art Garfunkel, The Manhattan Transfer, Johnny Mathis, Patti LaBelle, Lou Rawls, Dionne Warwick, Alan Sorrenti produziert sowie das Album They Don't Make Them Like They Used To von Kenny Rogers.
2001 gründete er sein eigenes Plattenlabel Sonic Thrust Records, um sich kreative und künstlerische Freiheit beim Schreiben und Produzieren von Songs zu verschaffen. Das Label bietet Straight-Ahead Jazz, Adult Contemporary Pop, AAA, AOR, klassischen R&B, Smooth Jazz und echten Retro-Surf aus den 1960er Jahren.
Als Musiker und Tontechniker war er oft als Berater und Beta-Tester für neue Musik- und Aufnahmegeräte tätig.

### Als Songwriter
Graydon hat über 200 Songs geschrieben. Zu seinem Katalog gehören die Grammy-Gewinner Turn Your Love Around (gemeinsam mit Steve Lukather und Bill Champlin geschrieben), interpretiert von George Benson und After the Love Has Gone (gemeinsam geschrieben mit David Foster und Bill Champlin), vorgetragen von Earth, Wind and Fire, sowie Who's Holding Donna Now (DeBarge), Friends in Love (Dionne Warwick und Johnny Mathis), viele mit und für Al Jarreau geschriebene Songs (darunter Mornin, Breakin' Away, High Crime, After All und Roof Garden), sowie mehrere Hits mit Manhattan Transfer, darunter Twilight Zone, On The Boulevard, Smile Again und Spies in the Night. Viele seiner Songs wurden gemeinsam mit David Foster geschrieben.

### Als Schriftsteller und Pädagoge
Graydon hat zahlreiche Artikel in Musikmagazinen geschrieben und leitet seit über 15 Jahren Seminare am Musicians Institute in Hollywood mit dem Gitarristen Tommy Tedesco. Zusammen mit Craig Anderton, einem weithin bekannten und meistverkauften Experten für Aufnahmetechnik, arbeitet er an einer Reihe von Büchern über Aufnahmetechniken. In den Büchern werden die Feinheiten der Aufnahme verschiedener Instrumente sowie das Abmischen behandelt.

### Mitwirkung bei Filmmusiken
Graydon hat als Musiker und/oder Songwriter an über 50 Filmmusiken mitgewirkt, darunter The French Connection, Grease, Ghostbusters, St. Elmo's Fire, The Secret of My Success, Navy Seals, Lady Sings the Blues, The Greatest, Ghost Dad, Mahogany, und Thank God It's Friday.

### Mitwirkung bei TV-Musik
Graydon spielte oder schrieb Songs für The Andy Williams Show, The Jackson 5 Show, The Alan Thicke Show, The David Steinberg Show, The Ed Sullivan Show, The Tonight Show, The Tonight Show, The Merv Griffin Show, The Soupy Sales Show, The Smothers Brothers Show, The Midnight Special (TV-Serie), The First Rock and Roll Awards Show, Miami Vice und Starsky & Hutch.
Mit Richard Page schrieb er auch den zweiten Titelsong für Gimme a Break!, der von der dritten bis zur sechsten Staffel verwendet wurde.

## Wichtige Kooperationen

### Al Jarreau
Die vielleicht bekannteste Zusammenarbeit von Graydon war die mit Al Jarreau. Graydon war in den frühen 1980er Jahren Jarreaus wichtigster Songwriter und Produzent. Graydon produzierte unter anderem Jarreaus Alben This Time, Breakin' Away, Jarreau und High Crime. Graydon spielte auf diesen Alben auch Gitarre und Synthesizer und fungierte außerdem als Songschreiber, Arrangeur und Tontechniker.

### David Foster
Foster und Graydon haben bei mehreren Album-Projekten zusammengearbeitet, darunter die Band Airplay, eine Pop-Rock-Gruppe, die sie in den späten 1970er Jahren gründeten und das JT Super Producer Konzert in Japan 1994 mit René Angélil und Céline Dion.

### Randy Goodrum
Graydon und Randy Goodrum gründeten eine Gruppe namens JaR. 2008 veröffentlichten sie ein Album mit dem Titel Scene 29, das als „Steely Dan trifft Airplay und Pages“ beschrieben wird.

### Steely Dan
Graydon spielte das Gitarrensolo im Song Peg auf dem 1977er Album Aja von Steely Dan. Graydon hat gesagt, dass er nicht wusste, ob Becker und Fagen das Solo behalten würden oder nicht, bis er den fertigen Song im Radio hörte.

### David „Fathead“ Newman
Graydon spielte auf David „Fathead“ Newman album Concrete Jungle.

## Diskografie

### Solo-Alben
- 1993: Airplay for the Planet
- 2001: Bebop
- 2006: Past to Present – The 70s
- 2008: Airplay for the Planet – Live in Japan

### Kollaborationen
| Jahr | Künstler               | Albumtitel                             | Rolle(n) |
| ---- | ---------------------- | -------------------------------------- | --- |
| 1974 | Boz Scaggs             | Slow Dancer                            | Gitarren |
| 1974 | Joe Cocker             | I Can Stand a Little Rain              | Gitarren |
| 1975 | Gino Vannelli          | Storm at Sunup                         | Gitarren |
| 1975 | Aretha Franklin        | You                                    | Gitarren |
| 1975 | Barbra Streisand       | Lazy Afternoon                         | Gitarren |
| 1975 | 2nd Chapter of Acts    | In the Volume of the Book              | Gitarren |
| 1976 | Albert King            | Albert                                 | Gitarren |
| 1976 | Candi Staton           | Young Hearts Run Free                  | Gitarren |
| 1976 | Paul Anka              | The Painter                            | Gitarren |
| 1976 | Jennifer Warnes        | Jennifer Warnes                        | Gitarren |
| 1976 | Marvin Gaye            | I Want You                             | Gitarren |
| 1976 | Donovan                | Slow Down World                        | Synthesizer, Programmierung |
| 1976 | Cher                   | I'd Rather Believe in You              | Gitarre, Mandoline |
| 1976 | Stephen Bishop         | Careless                               | E-Gitarre, akustische Gitarre |
| 1976 | Gino Vannelli          | The Gist of the Gemini                 | E-Gitarre |
| 1977 | Olivia Newton-John     | Making a Good Thing Better             | E-Gitarre, akustische Gitarre, Slide-Gitarre |
| 1977 | Dolly Parton           | Here You Come Again                    | Pedal-Steel-Gitarre |
| 1977 | Boz Scaggs             | Down Two Then Left                     | Gitarre, Gitarrensolo |
| 1977 | Steely Dan             | Aja                                    | Gitarrensolo auf Peg |
| 1977 | Rhythm Heritage        | Last Night on Earth                    | Lead-Gitarre |
| 1977 | Marlena Shaw           | Sweet Beginnings                       | Gitarre |
| 1977 | Paul Anka              | The Music Man                          | Gitarre |
| 1977 | Jackie DeShannon       | You're the Only Dancer                 | Gitarre |
| 1977 | Leo Sayer              | Thunder in My Heart                    | Gitarre |
| 1977 | Dionne Warwick         | Love at First Sight                    | Gitarre |
| 1977 | Shaun Cassidy          | Born Late                              | Gitarre |
| 1977 | Dalbello               | Lisa Dal Bello                         | Gitarre |
| 1977 | Syreeta Wright         | Rich Love, Poor Love                   | Gitarre |
| 1978 | Various Artists        | Grease Soundtrack                      | Gitarre |
| 1978 | Carole Bayer Sager     | …Too                                   | Gitarre |
| 1978 | Leo Sayer              | Leo Sayer                              | Gitarre |
| 1978 | Melissa Manchester     | Don't Cry Out Loud                     | Gitarre |
| 1978 | Barbra Streisand       | Songbird                               | Gitarre |
| 1978 | Dane Donohue           | Dane Donohue                           | Gitarre |
| 1978 | Paul Anka              | Listen to Your Heart                   | Gitarre |
| 1978 | Helen Reddy            | We’ll Sing in the Sunshine             | Gitarre |
| 1978 | Juice Newton           | Well Kept Secret                       | Gitarre |
| 1978 | Shaun Cassidy          | Under Wraps                            | Gitarre |
| 1978 | Candi Staton           | House of Love                          | Gitarre |
| 1978 | Valerie Carter         | Wild Child                             | Gitarre |
| 1978 | 2nd Chapter of Acts    | Mansion Builder                        | Gitarre |
| 1978 | Ben E. King            | Let Me Live in Your Life               | Gitarre |
| 1978 | Rhythm Heritage        | Sky’s the Limit                        | Gitarre, Arrangeur, Komponist |
| 1978 | Alice Cooper           | From The Inside                        | Gitarre, Synthesizerprogrammierung |
| 1978 | Brian Cadd             | Yesterdaydreams                        | Synthesizer |
| 1978 | Rita Coolidge          | Love Me Again                          | Gitarre, akustische Gitarre |
| 1978 | Nigel Olsson           | Nigel Olsson                           | Gitarre, E-Gitarre |
| 1978 | Pages                  | Pages                                  | Toningenieur, Gitarre, Bläser, Keyboard Programmierung, Produzent, Songwriter                                                                    |
| 1979 | Barbra Streisand       | Wet                                    | E-Gitarre |
| 1979 | Christopher Cross      | Christopher Cross                      | Gitarrensolo |
| 1979 | Cher                   | Take Me Home                           | Gitarre |
| 1979 | Paul Anka              | Headlines                              | Gitarre |
| 1979 | Peter Allen            | I Could Have Been a Sailor             | Gitarre |
| 1979 | Yvonne Elliman         | Yvonne                                 | Gitarre |
| 1979 | Donna Summer           | Bad Girls                              | Gitarre |
| 1979 | Rhythm Heritage        | Disco Derby                            | Gitarre |
| 1979 | Nigel Olsson           | Nigel                                  | E-Gitarre, akustische Gitarre |
| 1979 | The Manhattan Transfer | Extensions                             | Produzent, Arrangement, Gitarren, Synthesizer, Gitarrensolo, zusätzlicher Gesang, Synthesizerprogrammierung, Abmischung und Overdub-Spuraufnahme |
| 1979 | Marc Jordan            | Blue Desert                            | Lead-Gitarre, Synthesizer, Arrangeur, musikalischer Leiter, Produzent, Toningenieur                                                              |
| 1979 | Earth, Wind and Fire   | I Am                                   | Songwriter |
| 1980 | Peter Allen            | Bi-Coastal                             | Gitarre |
| 1980 | 2nd Chapter of Acts    | The Roar of Love                       | Gitarre |
| 1980 | Syreeta Wright         | Syreeta                                | Musiker |
| 1980 | Bernie Taupin          | He Who Rides the Tiger                 | E-Gitarre |
| 1980 | Mariya Takeuchi        | Miss M                                 | Akustische und E-Gitarren, Rhythmusarrangement, Backgroundgesang, Songwriter                                                                     |
| 1980 | Airplay                | Airplay                                | Produzent, Gitarre, Lead- und Backgroundgesang, Overdubbing, Abmischung, Songwriter                                                              |
| 1980 | Al Jarreau             | This Time                              | Synthesizerprogrammierung, E-Gitarre, Rhythmusarrangements, Produzent, Toningenieur                                                              |
| 1981 | Al Jarreau             | Breakin' Away                          | Produzent, Abmischung, Songwriter, E-Gitarre, Synthesizerprogrammierung, Rhythmusarrangements, Gesangsarrangements                               |
| 1981 | Dolly Parton           | Dolly, Dolly, Dolly                    | Gitarre |
| 1981 | Carole Bayer Sager     | Sometimes Late at Night                | Gitarre |
| 1981 | The Manhattan Transfer | Mecca for Moderns                      | Produzent, Songwriter, Gitarre, Synthesizer, Arrangements                                                                                        |
| 1981 | Pages                  | Pages                                  | Komponist, Toningenieur, Gitarre, Abmischung, Produzent, Programmierung                                                                          |
| 1982 | Herbie Hancock         | Lite Me Up                             | Komponist, Toningenieur, Gitarre, Produzent, Songwriter                                                                                          |
| 1982 | Dionne Warwick         | Friends in Love                        | Produzent, Rhythmusarrangements, Synthesizer, Gitarre, Percussion, Aufnahme, Abmischung                                                          |
| 1983 | Donna Summer           | She Works Hard for the Money           | Songwriter, Gitarre |
| 1983 | The Tubes              | Outside Inside                         | Spezielle musikalische Beiträge |
| 1983 | Paul Anka              | Walk a Fine Line                       | Komponist |
| 1983 | Sheena Easton          | Best Kept Secret                       | Gitarre, Produzent, Toningenieur |
| 1983 | Christopher Cross      | Another Page                           | Gitarrensolo |
| 1983 | David Foster           | The Best Of Me                         | Komponist, Toningenieur, Gitarre, Songwriter |
| 1983 | Al Jarreau             | Jarreau                                | Produzent, Songwriter, Rhythmusarrangements, Gitarre, Synthesizer, Gitarrensolo, Toningenieur                                                    |
| 1984 | Al Jarreau             | High Crime                             | Produzent, Songwriter, Gitarre, Arrangements, Synthesizer, Computer Konzept                                                                      |
| 1985 | DeBarge                | Rhythm of the Night                    | Produzent, Songwriter, Gitarren, Synthesizer |
| 1986 | El DeBarge             | El DeBarge                             | Synthesizer, Gitarre, Songwriter, Arrangeur, Produzent, Toningenieur                                                                             |
| 1986 | Kenny Rogers           | They Don't Make Them Like They Used To | Produzent, Toningenieur, Songwriter, Synthesizer, Lead-Gitarre, elektronisches Schlagzeug, Arrangements, Gitarrensolo, Schlagzeug                |
| 1986 | Al Jarreau             | L Is for Lover                         | Songwriter |
| 1988 | Al Jarreau             | Heart's Horizon                        | Produzent, Songwriter, Synthesizer |
| 1988 | Art Garfunkel          | Lefty                                  | Produzent, Toningenieur |
| 1988 | George Benson          | Twice the Love                         | Produzent, Synthesizer, Schlagzeug, Arrangements, Toningenieur, Abmischung                                                                       |
| 1989 | El DeBarge             | Gemini                                 | Produzent, Songwriter |
| 1993 | Planet 3               | Music From The Planet                  | Gitarren, Tasteninstrumente, Programmierung, Abmischung, Aufnahme                                                                                |
| 2004 | Planet 3               | Gems Unearthed                         | Lead-Gitarre, Tasteninstrumente, Programmierung, Begleitkommentare im Booklet, Mastering                                                         |
| 2008 | JaR                    | Scene 29                               | Lead- und Backgroundgesang, Gitarre, Schlagzeug, Synthesizer, Komponist, Arrangeur, Produzent, Toningenieur, Abmischung und Mastering            |
| 2018 | Urs Wiesendanger       | Breakfast In Paris                     | Komponist |

## Grammy-Auszeichnungen
| Jahr | Nominiert für                                        | Kategorie | Ergebnis  | Quelle               |
| ---- | ---------------------------------------------------- | --- | --------- | -------------------- |
| 1980 | After the Love Has Gone (Earth, Wind and Fire)       | Song of the Year (geteilt mit Bill Champlin & David Foster)                                                                           | Nominiert | [ 8 ] [ 9 ] [ 10 ]   |
| 1980 | After the Love Has Gone (Earth, Wind and Fire)       | Best Rhythm & Blues Song (geteilt mit Bill Champlin & David Foster)                                                                   | Gewonnen  | [ 8 ] [ 9 ] [ 10 ]   |
| 1981 | Twilight Zone/Twilight Tone (The Manhattan Transfer) | Best Arrangement for Voices (geteilt mit Alan Paul)                                                                                   | Nominiert | [ 11 ] [ 12 ]        |
| 1982 | Breakin' Away (Al Jarreau)                           | Album of the Year (geteilt mit Al Jarreau)                                                                                            | Nominiert | [ 13 ]               |
| 1982 | Kafka (The Manhattan Transfer)                       | Best Vocal Arrangement for Two or More Voices (geteilt mit Bernard Kafka)                                                             | Nominiert | [ 13 ]               |
| 1983 | Turn Your Love Around (George Benson)                | Best Rhythm & Blues Song (geteilt mit Bill Champlin & Steve Lukather)                                                                 | Gewonnen  | [ 14 ] [ 15 ]        |
| 1984 | Jarreau (Al Jarreau)                                 | Producer of the Year (Non-Classical)                                                                                                  | Nominiert | [ 16 ] [ 17 ]        |
| 1984 | Jarreau (Al Jarreau)                                 | Best Engineered Recording – Non-Classical (geteilt mit Ian Eales & Eric Prestis)                                                      | Nominiert | [ 16 ] [ 17 ]        |
| 1984 | Mornin’ (Al Jarreau)                                 | Best Instrumental Arrangement Accompanying Vocal(s) (geteilt mit David Foster & Jeremy Lubbock)                                       | Nominiert | [ 16 ] [ 17 ]        |
| 1984 | Step by Step (Al Jarreau)                            | Best Instrumental Arrangement Accompanying Vocal(s) (geteilt mit Tom Canning, Jerry Hey & Al Jarreau)                                 | Nominiert | [ 16 ] [ 17 ]        |
| 1985 | Ghostbusters Soundtrack (verschiedene Künstler)      | Best Album of Original Score Written for a Motion Picture or a Television Special (geteilt mit verschiedenen Künstlern & Produzenten) | Nominiert | [ 18 ] [ 19 ] [ 20 ] |
| 1986 | St. Elmo's Fire Soundtrack (verschiedene Künstler)   | Best Album of Original Score Written for a Motion Picture or a Television Special (geteilt mit verschiedenen Künstlern & Produzenten) | Nominiert | [ 21 ] [ 22 ]        |